# Conger japonicus
Conger japonicus és una espècie de peix pertanyent a la família dels còngrids.

## Descripció
- Pot arribar a fer 140 cm de llargària màxima.[2][3]

## Alimentació
Menja peixos i crancs.

## Hàbitat
És un peix marí, demersal i de clima temperat.

## Distribució geogràfica
Es troba al Pacífic nord-occidental: el Japó, la península de Corea i Taiwan.

## Observacions
És inofensiu per als humans.